# فرد فیلد (بازیکن فوتبال)
فرد فیلد (انگلیسی: Fred Field؛ 12 June 1914 – ۲۰۰۴ (۸۹−۹۰ سال)) بازیکن فوتبال بود.
از باشگاه‌هایی که در آن بازی کرده‌است می‌توان به باشگاه فوتبال منزفیلد تاون اشاره نمود.